# Bollywood in Bellewaerde
Bollywood in Bellewaerde is het 281e stripverhaal van Jommeke. De reeks wordt getekend door Studio Jef Nys. Het album verscheen op 22 juni 2016.

## Personages
- Jommeke, Filiberke, De Miekes, Flip, Pekkie, Choco,Anatool, Marie en Teofiel.

## Verhaal
Een filmstudiobaas uit Bollywood is jaloers op het succes van Hollywood. De laatste Bondfilm is het allergrootste kassucces sinds het ontstaan van de cinema. Dat terwijl zijn films niet verder geraken dan wat openluchtvertoningen op het platteland. Om meer succes te krijgen, laat de filmstudiobaas ook een James Bond-filmscenario uitschrijven, maar dan met een Indiase geheim agent in de hoofdrol. De steracteur Abarad Prittanesh zal die rol spelen als publiekstrekker. Om de kosten wat te drukken, zoeken ze een bestaand en gepast decor. Na wat zoekwerk lijkt het Bellewaerdepark alles wat ze nodig hebben om de film te maken. Hoofdthema's in dit pretpark zijn een Canadees mijnwerkersstadje, een Far Westdorp en een Mexicaanse hacienda. Alle filmdecors zijn er kant en klaar voorhanden.
In het Bellewaerdepark wordt ondertussen Anatool aangeworven als dierenverzorger.
Wanneer de Indiase filmploeg arriveert, loopt het voor de steracteur niet op rolletjes. Wanneer alles voor de opnames klaar staat, is hij zelfs onvindbaar. Flip komt al snel te weten dat er een ontvoering aan de gang is. Voor 1 miljoen euro krijgen ze de steracteur ongeschonden terug. Jommeke en zijn vrienden starten een zoektocht doorheen het pretpark. Wanneer ze dan ook nog komen vast te zitten in een attractie, breekt er even paniek uit.
Anatool wordt wat later bewusteloos bij een elektriciteitscabine aangetroffen. Wanneer Jommeke later op de filmset aankomt, kan hij melden dat er een mogelijke doorbraak is. Er wordt besloten om het losgeld in het huis van Houdini in een kist te deponeren, om zo de ontvoerder te kunnen lokken. Intussen is Anatool weer bij zijn positieven, en haast hij zich naar het huis van Houdini. Hij kan het koffertje vol losgeld bemachtigen. Ver komt hij echter niet en de politie kan hem in de boeien slaan.
Eind goed, al goed. Iedereen weet dat Anatool de ontvoerder blijkt te zijn. De ontvoerde acteur beleeft nog enkele bange momenten maar kan wat later toch een mooie kusscène laten inblikken.

## Achtergronden bij het verhaal
- Bellewaerde is een pret- en dierenpark bij Ieper, gelegen in de Belgische provincie West-Vlaanderen.
- Bollywood is het centrum van de Indiase filmindustrie.